# Leinier Savón
Leinier Savón Pineda (21 de marzo de 1989) es un deportista cubano que compite en atletismo adaptado. Ganó tres medallas en los Juegos Paralímpicos de Verano, dos oro en Río de Janeiro 2016, y plata en Tokio 2020.

## Palmarés internacional
| Juegos Paralímpicos | Juegos Paralímpicos     | Juegos Paralímpicos | Juegos Paralímpicos   |
| Año                 | Lugar                   | Medalla             | Prueba                |
| ------------------- | ----------------------- | ------------------- | --------------------- |
| 2016                | Río de Janeiro (Brasil) | Medalla de oro      | 100 m T12             |
| 2016                | Río de Janeiro (Brasil) | Medalla de oro      | 200 m T12             |
| 2020                | Tokio (Japón)           | Medalla de plata    | Salto de longitud T12 |